# Visitors - I nuovi extraterrestri
Visitors - I nuovi extraterrestri è un film del 1983 diretto da Juan Piquer Simón.

## Produzione
La bozza originale del film era stata pensata per essere un semplice film horror su un alieno malvagio con una furia omicida, ma i produttori pretesero che la sceneggiatura fosse modificata per sfruttare il successo di E.T. l'extra-terrestre di Steven Spielberg, ottenuto principalmente grazie alla storia di un alieno dall'aspetto simpatico e adorabile che stringe amicizia con un bambino. Il regista Simón non fu però soddisfatto del risultato finale del film.
Il set della camera da letto di Tommy venne usato in precedenza per la camera da letto di Timmy del film Pieces (1982).

## Distribuzione
Il film è stato distribuito negli Stati Uniti dalla Film Ventures International.
Il film è stato in gran parte dimenticato fino al 1991, quando fu trasmesso dalla serie televisiva Mystery Science Theater 3000, ne ha trasmesso una versione della Film Ventures International in cui il film è stato riintitolato Pod People.
In comune con Cave Dwellers, un'altra uscita di Film Ventures falsificata da MST3K, i titoli di testa e di fine di "Pod People" sono sovrapposti a filmati sfocati di un film completamente non correlato, in questo caso The Galaxy Invader (1985). Quest'ultimo film sarebbe stato successivamente falsificato da Mike Nelson, Bill Corbett e Kevin Murphy per RiffTrax nel 2011. È stato selezionato dai fan per partecipare alla MST3K 2016 e 2020 Turkey Day Marathon.

### VHS
In Italia sulla copertina della vhs edita dalla Roxy Video/Videogroup è presente l'uccello predatore preso da una delle tante locandine di Stridulum.

### DVD
La versione MST3K del film è stata rilasciata da Rhino Home Video come parte del set di DVD Collection, Volume 2. Il film stesso è stato distribuito in DVD da Televista.